# شكربلاغي عليا
شكربلاغي عليا (بالفارسية: شکربلاغی علیا) هي قرية تقع في قسم بسطام الريفي (مقاطعة تشايبارة) في إيران. يقدر عدد سكانها بـ 15 نسمة بحسب إحصاء 2016.